# Puchar Świata w Zapasach 2014 – styl klasyczny mężczyzn
Zawody Pucharu Świata w 2014 roku w stylu klasycznym rywalizowano pomiędzy 15–16 maja w Teheranie w Iranie na terenie Shohadaye haftom Tir Indoor Stadium.

## Styl klasyczny

### Ostateczna kolejność drużynowa
| Poz. | Państwo           |
| ---- | ----------------- |
|      | Iran              |
|      | Rosja             |
|      | Azerbejdżan       |
| 4.   | Węgry             |
| 5.   | Turcja            |
| 6.   | Korea Południowa  |
| 7.   | Kazachstan        |
| 8.   | Finlandia         |
| 9.   | Stany Zjednoczone |
| 10.  | Armenia           |

### Grupa A
| Grupa A              |
| -------------------- |
| 1. Rosja             |
| 2. Węgry             |
| 3. Turcja            |
| 4. Kazachstan        |
| 5. Stany Zjednoczone |

Wyniki:
- Turcja -  Stany Zjednoczone 5-3
- Węgry -  Stany Zjednoczone 8-0
- Rosja -  Węgry 5-3
- Rosja -  Kazachstan 8-0
- Rosja -  Turcja 7-1
- Węgry -  Kazachstan 4-4 (16-12)
- Rosja -  Stany Zjednoczone 8-0
- Kazachstan -  Turcja 4-4 (14-21)
- Węgry -  Turcja 7-1
- Kazachstan -  Stany Zjednoczone 5-3

### Grupa B
| Grupa B             |
| ------------------- |
| 1. Iran             |
| 2. brak flagi       |
| 3. Korea Południowa |
| 4. Finlandia        |
| 5. Armenia          |

Wyniki:
- Armenia -  Korea Południowa 5-3
- Iran -  Azerbejdżan 8-0
- Azerbejdżan -  Armenia 8-0
- Finlandia -  Korea Południowa 4-0
- Iran -  Korea Południowa 7-1
- Finlandia -  Armenia 5-3
- Azerbejdżan -  Korea Południowa 5-3
- Iran -  Finlandia 8-0
- Azerbejdżan -  Finlandia 6-2
- Iran -  Armenia 5-3

### Finały
- 9-10  Stany Zjednoczone -  Armenia 4-4 pd.
- 7-8  Kazachstan -  Finlandia 4-4 (17-15)
- 5-6  Turcja -  Korea Południowa 4-4
- 3-4  Azerbejdżan -  Węgry 6-2
- 1-2  Iran -  Rosja 6-2

## Zawodnicy w poszczególnych kategoriach

### I-V
| Waga   |                                          |                                         |                                  | 4               | 5                         |
| ------ | ---------------------------------------- | --------------------------------------- | -------------------------------- | --------------- | ------------------------- |
| 59 kg  | Hamid Surijan Mohammad Nurbachsz         | Mingijan Siemionow                      | Taleh Məmmədov Orxan Əhmədov     | Csongor Knipli  | Şerif Kılıç               |
| 66 kg  | Omid Nouruzi Afszin Bijabangard          | Adam Kurak Artiom Surkow                | Azad Əliyev Həsən Əliyev         | Krisztián Jäger | Enes Başar                |
| 71 kg  | Aslan Bromaand Sa’id Abdewali            | Abujazid Mancygow Czingiz Łabazanow     | Rəsul Çunayev                    | Bálint Korpási  | Yunus Özel                |
| 75 kg  | Farszad Alizade Hadi Alizade             | Roman Własow Jewgienij Salejew          | Elvin Mürsəliyev                 | László Szabó    | Furkan Bayrak             |
| 80 kg  | Habibollah Achlaghi                      | Jewgienij Bogomołow Imil Szarafietdinow | Emin Əhmədov                     | Gábor Madarasi  | Selçuk Çebi Doğan Göktaş  |
| 85 kg  | Taleb Nematpur Dawud Achbari             | Azamat Bikbajew Dawit Czakwetadze       | Şəhriyar Məmmədov                | Viktor Lőrincz  | Metehan Başar Kansu İldem |
| 98 kg  | Mahdi Alijari Fejzabadi Dawud Abedinzade | Rustam Totrow Nikita Mielnikow          | Saman Tahmasebi Araz Həsənov     | Balázs Kiss     | Süleyman Demirci          |
| 130 kg | Baszir Babadżanzade Behnam Mahdizade     | Wasilij Parszyn Witalij Ilnicki         | Alexis Rodríguez Sabah Szari’ati | Bálint Lám      | Atilla Güzel              |

### VI-X
| Waga   | 6              | 7                     | 8                                   | 9                | 10                  |
| ------ | -------------- | --------------------- | ----------------------------------- | ---------------- | ------------------- |
| 55 kg  | Choi Gi-uk     | Däulet Äbsälimow      | Jussi-Pekka Niemistö Jani Haapamäki | Ryan Mango       | Narek Chaczatrian   |
| 66 kg  | Ryu Han-su     | Aschat Żangbyrow      | Tero Välimäki                       | RaVaughn Perkins | Gework Sahakian     |
| 71 kg  | Jeong Ji-hyeon | Demeu Żadyrajew       | Henri Palomäki                      | Pat Smith        | Rafajel Aleksanian  |
| 75 kg  | Kim Hyeon-woo  | Aschat Dilmuchamiedow | ----                                | Andrew Bisek     | Karapet Czalian     |
| 80 kg  | Kim Jun-hyung  | Danijał Gadżyjew      | Aleksandr Kazakevič                 | Geordan Speiller | Rafik Manukian      |
| 85 kg  | ----           | Ałchazur Özdijew      | Rami Hietaniemi Antti Hakala        | Jordan Holm      | Hracz Howhannisjan  |
| 98 kg  | Gu Hak-bon     | Ilja Nastoczenko      | Timo Kallio                         | Darren Burns     | Movses Adamyan      |
| 130 kg | Kim Yong-min   | Esengeldi Żałğasbajew | Mindaugas Mizgaitis                 | Robert Smith     | Waczik Jeghiazarian |